# 大连外国语大学
大连外国语大学（英語：Dalian University of Foreign Languages，缩写：DLUFL或DUFL），简称大外，是一所位于中华人民共和国辽宁省大连市的公立大學，是辽宁省省属高校，中国东北地区唯一一所公立外国语大学。
学校设有旅顺校区和中山校区，总占地面积126万平方米，建筑面积47万平方米。
学校下设22个教学机构，44个本科专业，3个一级学科硕士点、20个二级学科硕士点和6个专业学位硕士点。同时设有“东北亚外交外事高端人才”博士培养项目。本科专业原覆盖日、英、俄、法、韩、德、西、阿、意、葡10个外语语种，近期又新增波兰语、乌克兰语、哈萨克语、捷克语4个语种。其中，西、阿、意、葡、波、乌、哈、捷语专业为中国东北地区唯一本科教学单位。学校主办的《外语与外语教学》入选中文核心期刊要目总览和中文社会科学引文索引（CSSCI）语言学来源期刊名单。
2007年至今，学校先后在俄罗斯、日本、韩国、哥伦比亚、圭亚那、巴西、亚美尼亚、葡萄牙、意大利、突尼斯建立10所海外孔子学院。

## 历史沿革
- 1964年，在时任中华人民共和国国务院总理周恩来的安排下，大连日语专科学校成立，校址位于大连市区南山脚下。1964年3月5日，国务院外事办公室、高等教育部党组给时任中央书记处总书记的邓小平呈送了《关于解决当前外语干部严重不足问题应急措施的报告》。该报告称：“根据小平同志指示，我们会同国家计委、内务部和有关外事部门，对外语干部培养规划问题作了多次研究。目前国际形势发展很快，外事翻译干部的需要量急剧增加；国内社会主义建设新的大跃进形势正在形成，科学研究等方面也需要相当数量的外语干部。为了满足这些需要，外语教育有较大的发展、调整和加强,……为了解决近三年内的尖锐矛盾，还必须在常规办法以外采取一些紧急措施……，开办外语专科学校，招收高中毕业生学习2年至3年，以应急需。经与有关地方和部门协商，初步规划，今年开办一所日语专科学校(招生1000名)……” 邓小平于该年3月12日批转这份報告。
- 1964年4月，组建创校筹委会；6月，由辽宁省副省长、教育家、书法家王堃骋题名的“大连日语专科学校”校牌正式挂牌；9月5日，启用大连日语专科学校印章；9月21日，525名新生举行开学典礼；10月4日，学校正式上课。
- 1968年5、6月，开始清理“阶级队伍”，各群众组织以“清理”组织内部的“坏人”为由，私设“牛棚”，将部分干部，教师抓去关押、审查，大搞逼、供、信。这期间被关押的54人都遭到不同程度的毒打迫害。
- 1969年10月17日，全国各大中城市,进行战备疏散动员。在这一形势下，省、市决定学校搬迁到庄河县明阳公社办学，经丹大公路至距离市区180公里的明阳落户，到3月17日搬迁基本结束。
- 1970年8月辽宁省革委会辽政发字[1970]37号文通知，省革委会决定将“大连日语专科学校”更名为“辽宁外语专科学校”，设日、英、俄、朝、蒙语五个专业。从1970年9月招生，日、英、俄三个专业生招生，朝、蒙语专业待条件成熟后再招生。
- 1975年，学校迁回大连市区南山校区原址。
- 1978年7月，更名为大连外国语学院，时任中国全国人大常委会副委员长廖承志为大外题写了校名。
- 1985年6月，英语教育家汪榕培教授出任大连外国语学院院长。
- 1986年，成为硕士学位授予单位。学校进入快速发展阶段，招生规模迅速扩大。
- 1989年春夏之交，北京发生了政治风波。我校学生受到了影响，出现了上街游行。“空校”等情况。由于党委和各级组织的高度政治责任感，良好的精神状态，积极主动贯彻上级指示，学校局面基本稳定，基本保持了正常的教学秩序，按计划完成了教学任务和各项工作。
- 2001年9月，孙玉华接替汪榕培出任院长、党委副书记。
- 2003年，由于学校占地面积狭小，办学条件严重不足被教育部列为“黄牌学校”。随后加快了新校区建设计划，通过土地置换在大连市旅顺口区建设新校区，改善办学条件。
- 2005年10月，学校获批外国语言文学一级学科硕士点，以及语言学及应用语言学、比较文学和世界文学2个二级中国语言文学学科的硕士学位授予权。
- 2005年11月19日，位于大连市旅顺口区龙王塘街道盐场新村的大外新校区一期工程正式开工建设，并于2007年3月竣工，投入使用。新校区占地面积为原南山校区10倍，达1500亩；建筑面积42万平方米，是原校区的20倍。[3]
- 2009年，俄语专业被教育部评为国家级示范专业。
- 2010年9月，时任俄罗斯联邦总统德米特里·阿纳托利耶维奇·梅德韦杰夫访问大外。
- 2013年，教育部同意大连外国语学院更名为大连外国语大学。[4]
- 2013年11月，“东北亚外交外事高端人才培养博士项目”通过评审。
- 2014年，国务院学位委员会批准大外实施服务国家特殊需求“东北亚外交外事高端人才培养博士项目”。
- 2015年10月，中共辽宁省委宣布刘宏接任大连外国语大学校长、党委副书记。
- 2017年1月，辽宁省确定22所“一流大学重点建设高校”和43个“一流学科”。大连外国语大学入选辽宁省一流大学重点建设高校，外国语言文学学科入选一流学科。

## 院系设置

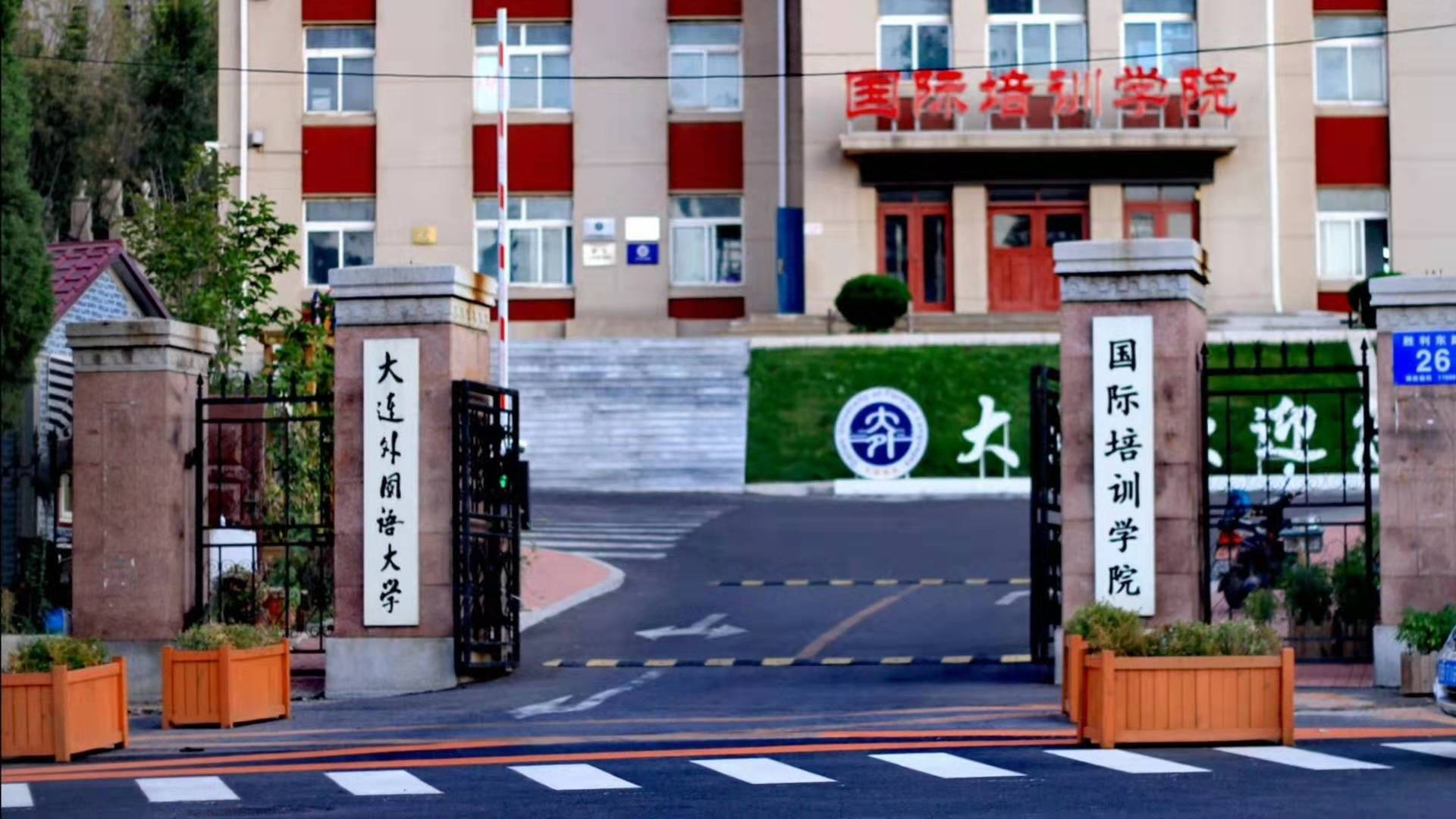
中山校区正门

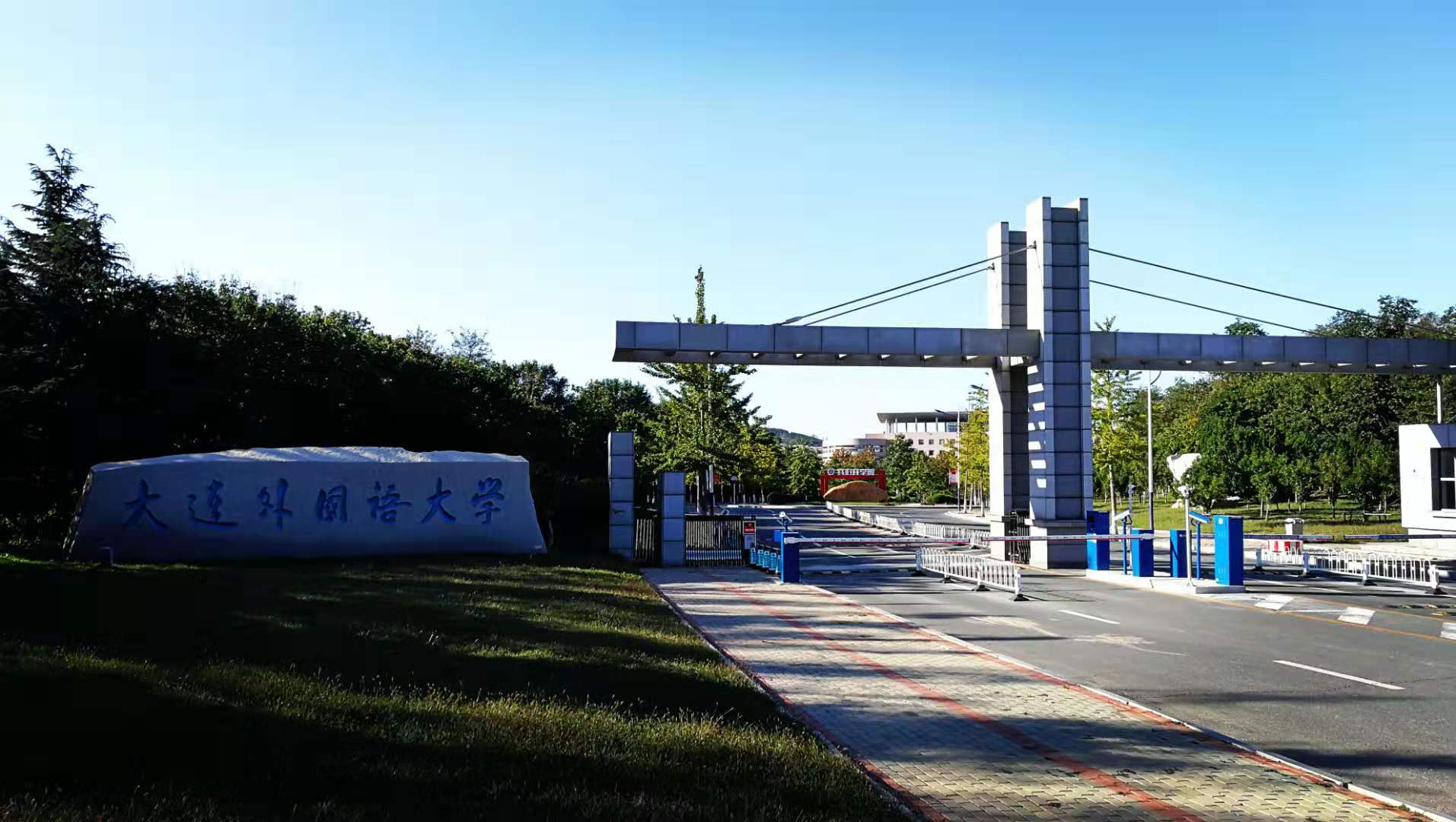
旅顺校区正门

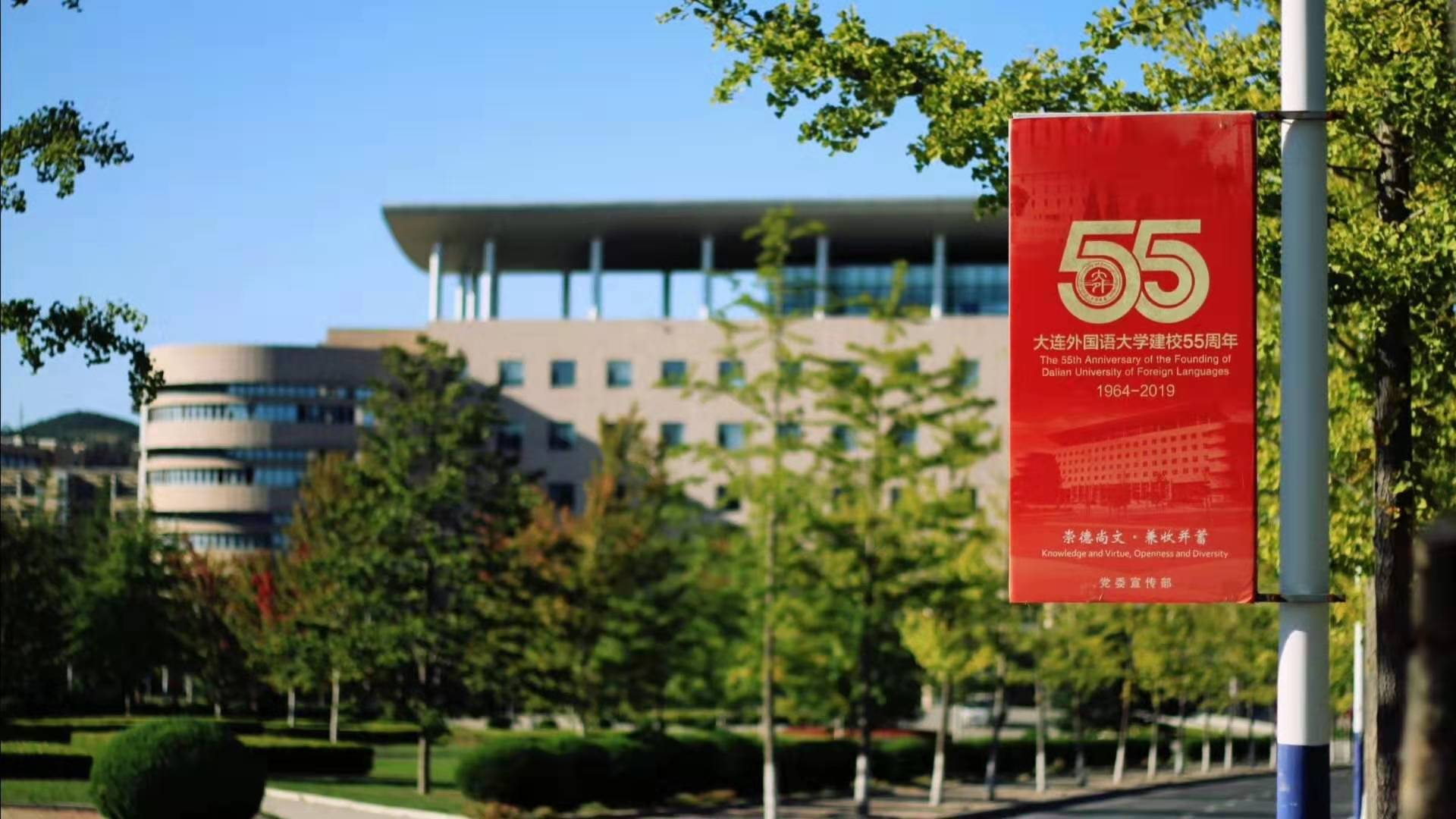
建校55周年

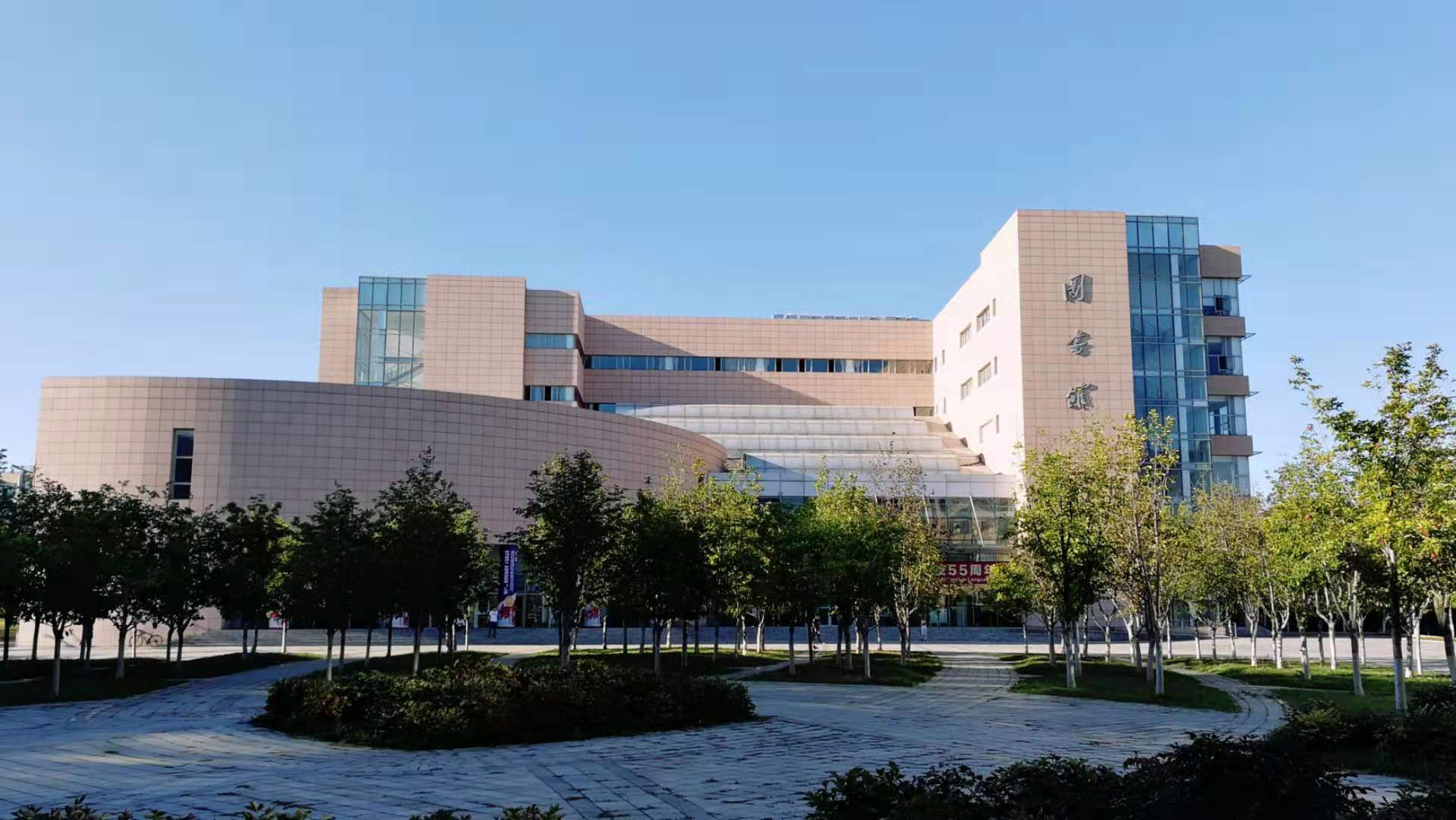
图书馆

大连外国语大学院系设置历经多次调整、撤并、更名，最终形成现有的21个二级教学单位。

### 学院概况
| 学院名称       | 成立 时间 | 历史渊源                                                                      | 专业设置 | 师资力量                                                                                               |
| -------------- | --------- | ----------------------------------------------------------------------------- | --- | --- |
| 日本语学院     | 1964      | 创校学院                                                                      | 4年制和5年制日语本科 日语语言文学、外国语言学及应用语言学（日语）2个硕士学位授权点                                                                     | 国务院特殊津贴者1人；省级教学名师2人，学科带头人1人； 省级青年骨干教师2人、百千万人才工程千人层次3人。 |
| 英语学院       | 1970      | 原为英语系，1996年更现名                                                      | 4年制英语本科，含语言文化、教育、英日复语3个专业方向 英语语言文学、外国语言学及应用语言学（英语）2个硕士学位授权点                                     | 教授14人，副教授24人，讲师17人。                                                                       |
| 俄语学院       | 1970      | 原为俄语系                                                                    | 4年制俄语本科，含语言文化、国际贸易、俄英复语3个专业方向 俄语语言文学硕士学位授权点                                                                    | 教授7人、副教授9人；博士生导师3人、硕士生导师12人                                                      |
| 韩国语学院     | 1995      | 1990年开始教授朝鲜语 2016年更现名                                             | 4年制朝鲜语本科，含韩日双语、韩国语言文化2个专业方向 亚非语言文学、翻译硕士（朝鲜语笔译）2个硕士学位授权点                                             | 教授6人，副教授9人；硕士生导师14人                                                                     |
| 高级翻译学院   | 2016      |                                                                               | 英语学院4年制翻译专业本科（BTI）剥离后纳入 原应用英语学院翻译专业硕士（MTI）学位授权点                                                                 | 教师26人，其中翻译专业硕士和学术型研究生导师16人。                                                     |
| 国际艺术学院   | 2000      |                                                                               | 服装与服饰设计、视觉传达设计、环境设计、产品设计、美术学本科 艺术专业硕士（MFA）学位授权点                                                             | |
| 商学院         | 2002      | 国际旅游与酒店管理学院 2009年更名经济与管理学院 2017年12月更现名              | 旅游管理、国际经贸、财务管理、市场营销、金融学、商务英语本科 旅游管理专业硕士（MTA）学位授权点                                                         | 教师29人                                                                                               |
| 国际关系学院   | 2018      | 最早可追溯至国际经法学院 2003年设立应用英语学院 2016年更名国际商务学院        | 4年制国际事务与国际关系本科 依托大外“东北亚外交外事高端人才博士培养项目”                                                                               | |
| 法语系         | 1973      |                                                                               | 4年制法语专业本科，含语言文化、国际贸易、高级翻译3个专业方向 法语语言文学、翻译硕士（法语笔译）2个硕士学位授权点                                       | 教授 2 人、副教授7人、讲师6人                                                                          |
| 德语系         | 1989      |                                                                               | 4年制德语专业本科 德语语言文学（3年制）、德语笔译（2年制）2个硕士学位授权点                                                                            | 专任教师18人，其中教授3人，副教授6人                                                                   |
| 西葡语系       | 2008      | 2002年设西班牙语专业 2008年设葡萄牙语专业                                     | 4年制西班牙语、葡萄牙语本科 西班牙语语言文学硕士学位授权点                                                                                             | 西班牙语专业有教授4人，副教授1人，讲师 7人，助教3人 葡萄牙语专业有教授1人，副教授1人                   |
| 意阿语系       | 2012      | 2005年设阿拉伯语专业 2006年设意大利语专业 归俄语系管理直至2012年              | 4年制阿拉伯语、意大利语本科 阿拉伯语语言文学硕士学位授权点                                                                                             | 专职教师22人，其中教授3人，副教授5人，讲师9人，助教2人                                                 |
| 文化传播学院   | 2005      |                                                                               | 新闻学、汉语言文学2个本科专业； 汉语言文字学、语言学及应用语言学、中国古代文学、中国现当代文 学、比较文学与世界文学、中华文化国际传播6个硕士学位授权点 | |
| 汉学院         | 1985      |                                                                               | 4年制汉语国际教育专业本科 汉语国际教育、语言学及应用语言学2个硕士学位授权点                                                                            | |
| 音乐系         | 2012      | 2005年设音乐学专业 归国际艺术学院管理至2012年                                 | 声乐、钢琴、民乐（二胡、琵琶、古筝、竹笛）和数字化多媒体音乐 制作4个专业方向                                                                           | |
| 马克思主义学院 | 2017      | 马列主义教研室和德育教研室 1987年更名社会科学部 2012年更名思想政治理论 教研部 | 思想政治教育硕士学位授予点 | 现有专任教师16人，其中教授3人，副教授7人，讲师6人                                                      |
| 软件学院       | 2004      |                                                                               | 计算机科学与技术、信息管理与信息系统、软件工程、网络工程本科 图书情报学硕士学位授予点                                                                  | |

## 文化传统

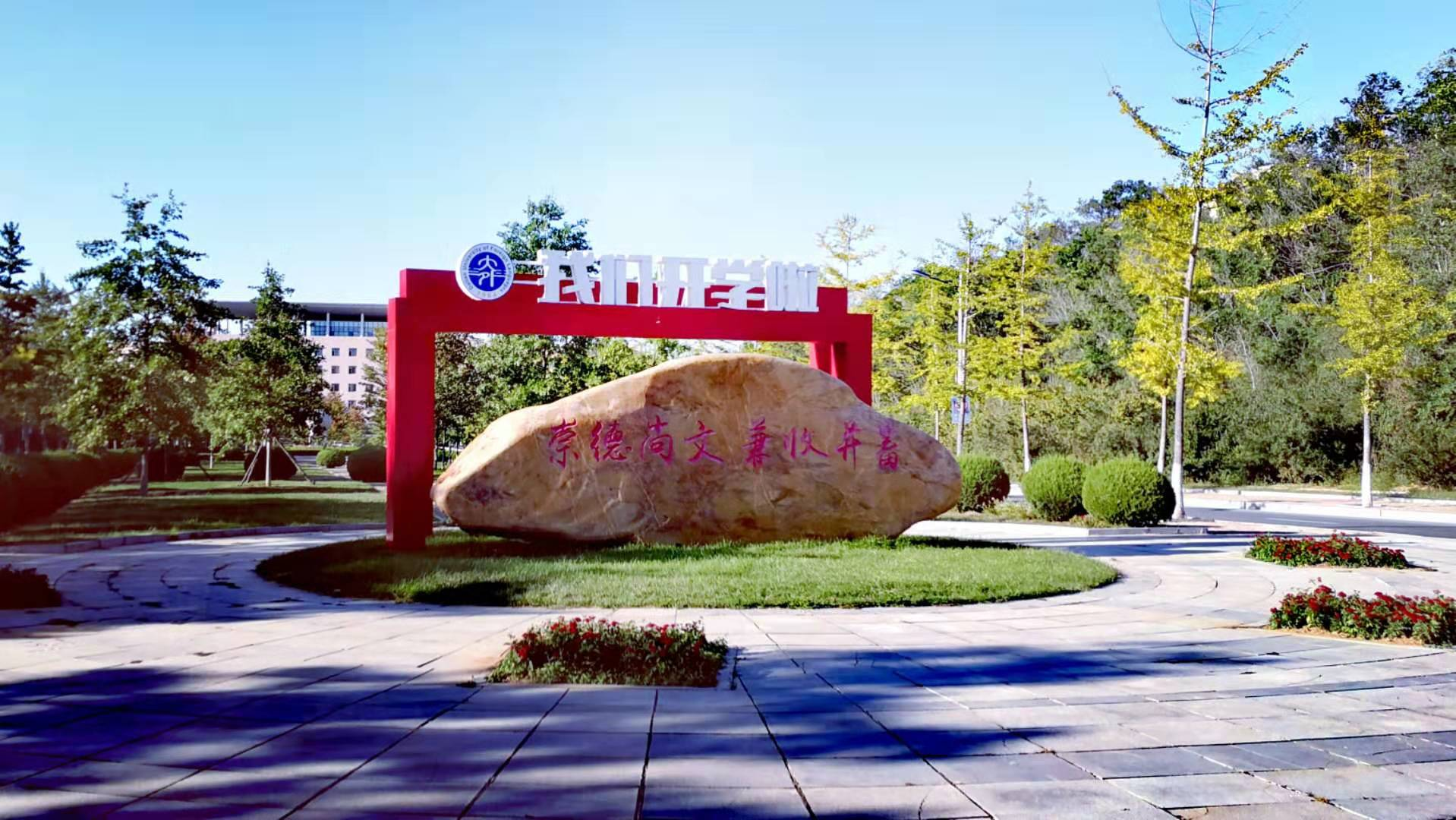

### 校训
“崇德尚文 兼收并蓄”。
崇德尚文：提高道德素养，塑造完善人格，推动社会进步；
尊重科学文化，坚持终身学习，顺应知识时代。
兼收并蓄：继承民族传统，吸纳人类文明，促进国际交流；
拓展求知空间，锻炼综合能力，培养创新人才。

### 校歌
大连外国语大学校歌为《启航》，由大外前纪委书记李宝章作词，朱学民、南日作曲，于2014年6月正式发布。

### 校花、校树
大连外国语大学校花为玉兰，寓意不怕困难、积极进取、纯洁高雅。目前該校植有190余棵玉兰树。
大连外国语大学校树为银杏，寓意顽强持久、清新向上以及向心力和凝聚力。银杏树为大外校园内主要树种，目前植有近2700棵。